# Grigorovich I-1
Grigorovich I-1 là một mẫu thử máy bay tiêm kích của Liên Xô trong thập niên 1920.

## Biến thể
- Grigorovich I-2

## Tính năng kỹ chiến thuật
Đặc điểm tổng quát
- Kíp lái: 1
- Chiều dài: 7,32 m (24 ft 0 in)
- Sải cánh: 10,8 m (35 ft 5½ in)
- Chiều cao:  ()
- Diện tích cánh: 26,80 m² (288,48 sq ft)
- Động cơ: 1 × 1 Liberty, 298,3 kW (400 hp)
- Cánh quạt: 1 , 1 mỗi động cơ

 Hiệu suất bay 
- Vận tốc cực đại: 230 km/h (143 mph)
- Tầm bay: 600 km (393 dặm)
- Trần bay: 6000 m (19685 ft)

Trang bị vũ khí